# Leben des heiligen Mathurin (Moncontour)

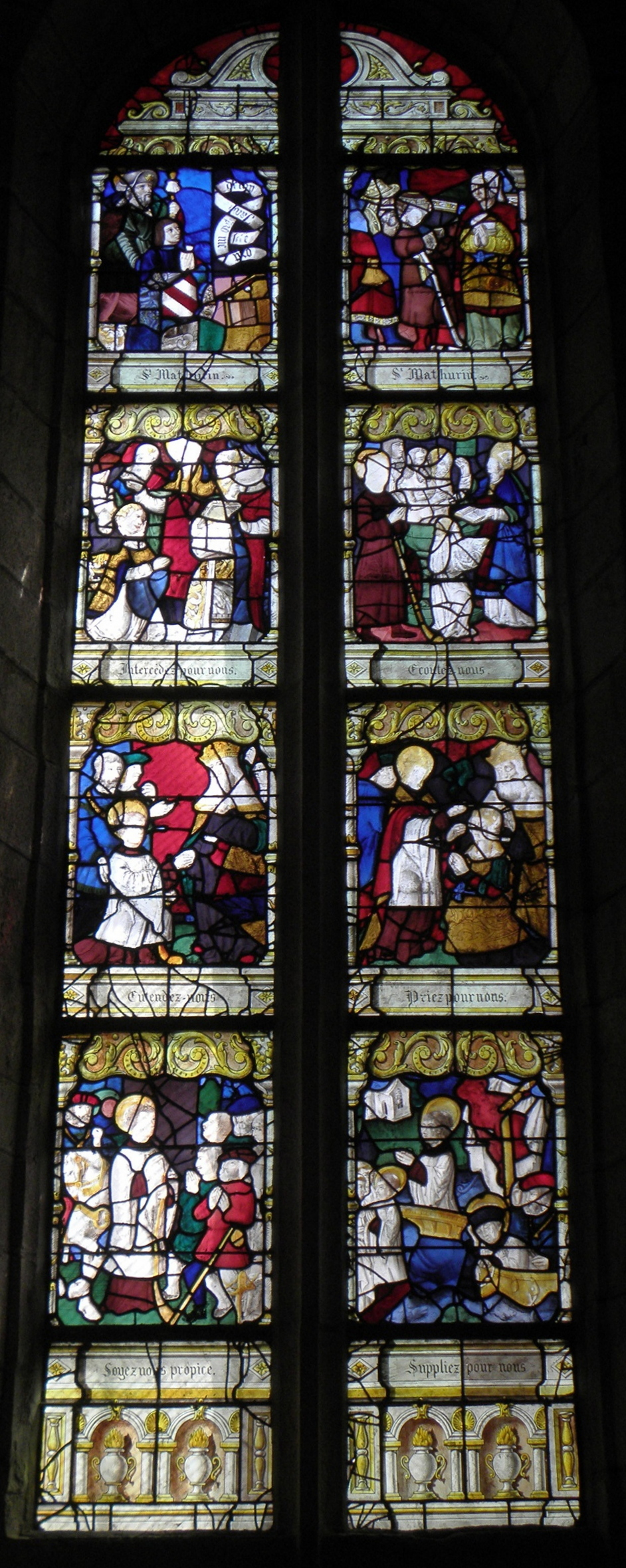
Fenster Leben des heiligen Mathurin in Moncontour

Das Fenster Leben des heiligen Mathurin in der katholischen Kirche Notre-Dame-St-Mathurin in Moncontour, einer französischen Gemeinde im Département Côtes-d’Armor in der Region Bretagne, wurde im ersten Viertel des 16. Jahrhunderts geschaffen. Das Bleiglasfenster wurde 1862 als Monument historique in die Liste der Baudenkmäler in Frankreich aufgenommen.
Das Fenster im Chor wurde von einer unbekannten Werkstatt geschaffen. Es zeigt verschiedene Szenen aus dem Leben des heiligen Mathurin (siehe Bildunterschriften). 
Neben dem Fenster Leben des heiligen Mathurin sind noch fünf weitere Fenster aus der Zeit der Renaissance in der Kirche erhalten (siehe Navigationsleiste).

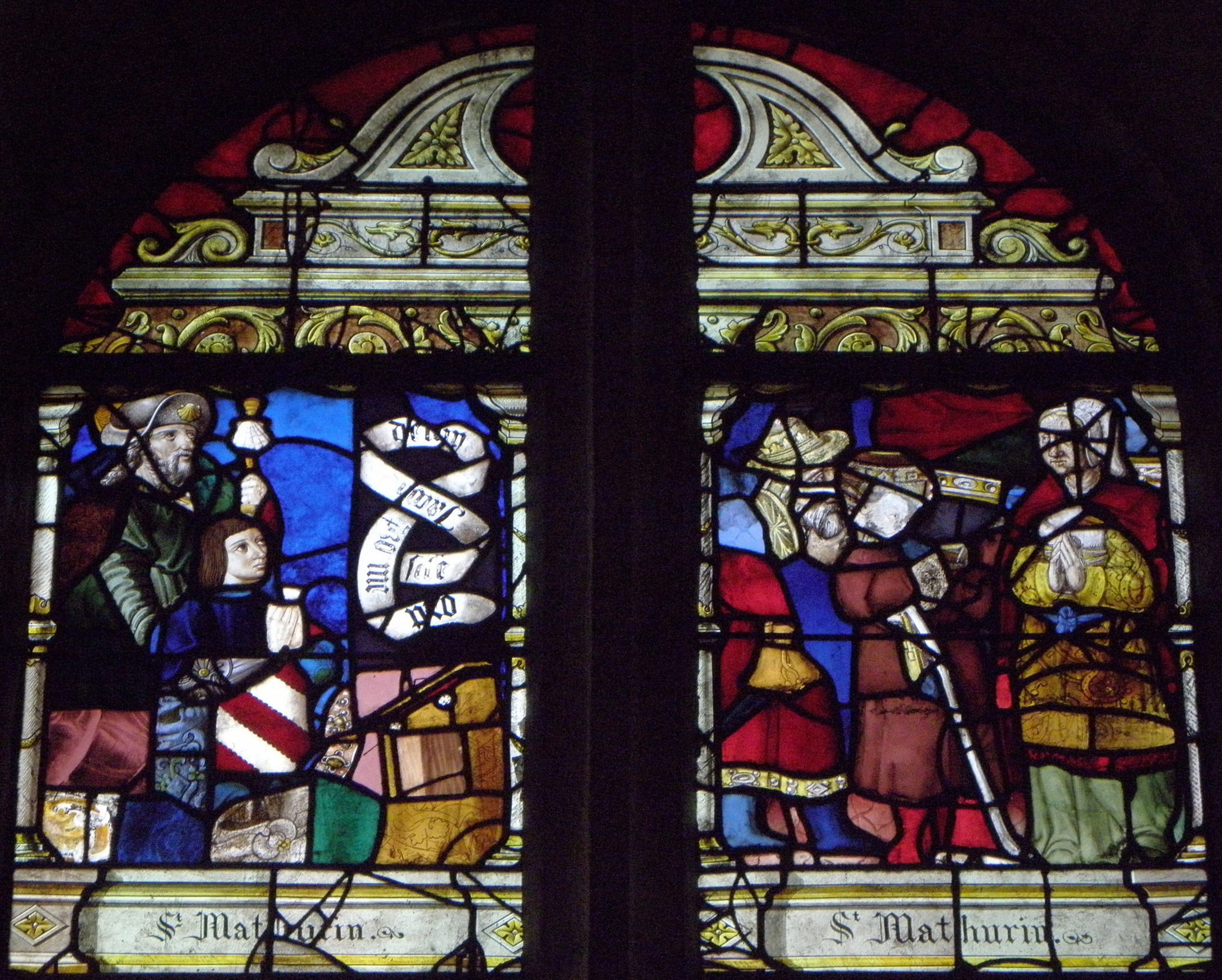
Der Stifter Jacques de la Motte und sein Namenspatron Jakobus der Ältere (links); Mathurin bekehrt seine Eltern (rechts)
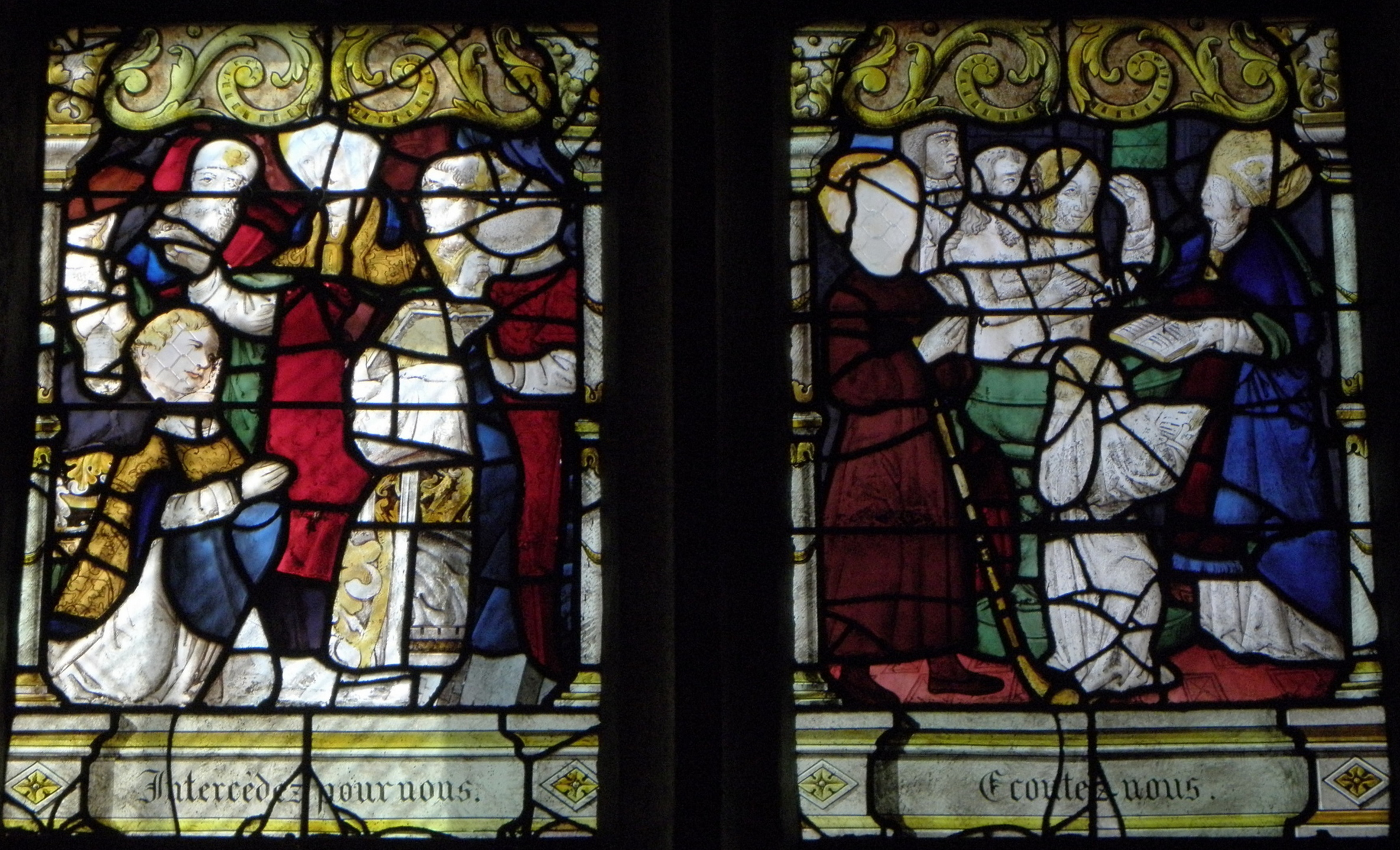
Die Gesandten des römischen Kaisers Maximian laden Mathurin nach Rom ein, um seine Tochter Theodora zu heilen, die vom Teufel besessen war; die Eltern von Mathurin werden getauft
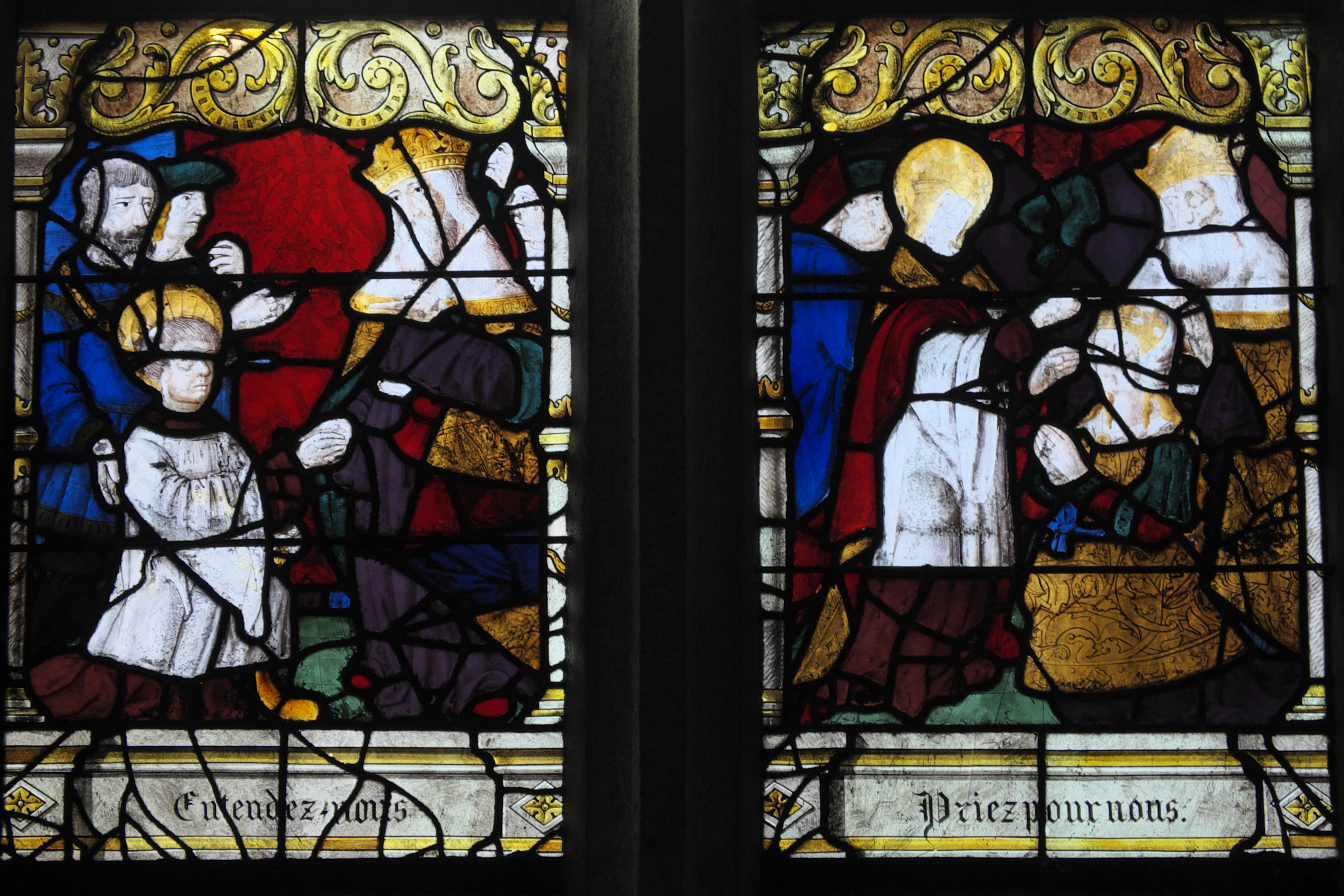
Mathurin wird vom Kaiser empfangen; Mathurin heilt die Tochter des Kaisers
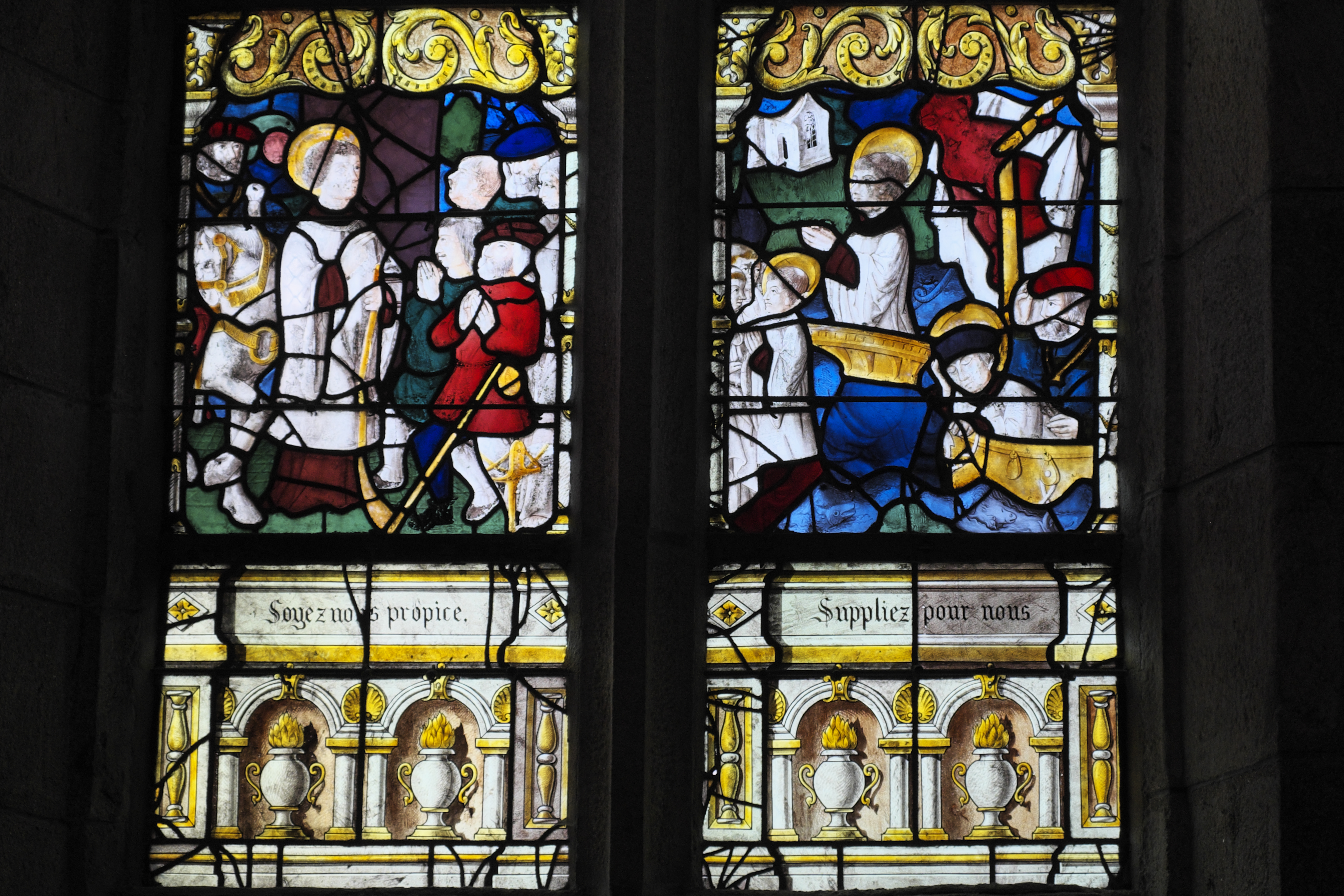
Mathurin heilt die Kranken; aus Rom zurückgekehrt besänftigt Mathurin den Sturm und macht Station auf den Îles de Lérins